# Aldrovanda
Aldrovanda L., 1753 è un genere di piante carnivore appartenente alla famiglia delle Droseracee e rappresentato da un'unica specie vivente, Aldrovanda vesiculosa, presente in Europa, Asia, Africa ed Australia.
Dedicato al naturalista Ulisse Aldrovandi, questo genere comprende inoltre numerose specie estinte e si crede discenda dalla Palaeoaldrovanda splendens, una specie fossile del Cretaceo superiore. 

## Tassonomia
Il genere comprende una unica specie vivente:
- Aldrovanda vesiculosa L.

L'esistenza ed il numero delle varie specie fossili è ancora dibattuta, sebbene le analisi SEM della struttura dei semi confermi questa suddivisione:
- Aldrovanda borysthenica †
- Aldrovanda clavata †
- Aldrovanda dokturovskyi †
- Aldrovanda eleanorae †
- Aldrovanda europaea †
- Aldrovanda inopinata †
- Aldrovanda intermedia †
- Aldrovanda kuprianovae †
- Aldrovanda megalopolitana †
- Aldrovanda nana †
- Aldrovanda ovata †
- Aldrovanda praevesiculosa †
- Aldrovanda rugosa †
- Aldrovanda sibirica †
- Aldrovanda sobolevii †
- Aldrovanda unica †
- Aldrovanda zussii †